# ステイシー・ヌーブマン
ステイシー・"ヌーベイ"・ヌーブマン＝デニーズ（Stacey "Nuvey" Nuveman-Deniz、1978年4月26日 - ）は、アメリカ合衆国カリフォルニア州ラバーン出身の女子ソフトボール選手（捕手）。右投右打。

## 経歴
10歳からソフトボールをはじめ、幾つものチームでプレーした。セントルーシー高校時代にはソフトボールだけでなく、バレーボール、バスケットボールもプレーし、スポーツだけでなく生徒会長も務めた。優秀な活動が認められ、ソフトボールの名門カリフォルニア大学ロサンゼルス校（UCLAブルーインズ）から推薦の案内が来て、そこでソフトボールで通算本塁打王や、長打率の幾つものタイトルを手に入れることになる。大学時代の通算成績は打率.466、ホームラン91本、長打率1.016の記録を残した。

## 代表歴
オリンピックに3回出場し、金メダル2個、銀メダル1個を獲得した。2000年シドニーオリンピックでは、準決勝の中国戦において、0-0で迎えた延長でサヨナラスリーランホームランを放ち勝利に貢献した。